# Bernstorffsvej (przystanek kolejowy)
Bernstorffsvej (duń. Bernstorffsvej Station) – przystanek kolejowy w miejscowości Hellerup, w gminie Gentofte, w Regionie Stołecznym, w Danii.
Znajduje się na Nordbanen i jest obsługiwany przez pociągi S-tog linii A i E.

## Linie kolejowe
- Linia Nordbanen